# Buyeo
Kongeriget Buyeo eller Puyŏ (kinesisk: 夫餘; hanyu pinyin: Fúyú) var et gammelt koreansk kongerige beliggende i området fra den nordlige del af Koreahalvøen og ind i Manchuriet fra omkring 2. århundrede f.Kr. til år 494, da det overgav sig til kongeriget Goguryeo. Både Goguryeo og Baekje anså sig som Buyeos efterfølger.
Kilderne er sparsomme og modsigende, men det menes, at Øst-Buyeo brød ud i 86 f.Kr. Det oprindelige Buyeo omtales af og til efter dette som Bukbuyeo (Nordbuyeo). Jolbon Buyeo var en lille stamme nord for Koreahalvøen og Manchuriet. Ifølge Samguk Sagi blev det i 504 af tributemmisær Yesilbu nævnt, at man ikke længere kunne skaffe guld fra Boyeo, fordi man var fordrevet af Malgal og Somna og blevet absorberet af Baekje. Det er også omtalt, at kejser Shizong ønskede, at Buyeo skulle genvinde sin fordums storhed. I 538 ændrede Baekje navn til Nambuyeo (Sydbuyeo).

## Historie

### Bukbuyeo (Nordbuyeo)

#### Tidlig historie
Antagelig var grundlæggeren af kongeriget Buyeo Dongmyeong (ingen forbindelse med Jumong som grundlagde Goguryeo). Efter grundlæggelsen bragte Hae Mosu (解慕漱; "Himmelens søn") kongehoffet til det nye kongepalads, hvor de udnævnte ham til konge. Hae Mosu kaldte sit nye kongerige «Buyeo» for at vise, at han var den virkelige tronfølger efter Buyeokongerne. Buyeo er også kendt som "Bukbuyeo" (Nord-Buyeo).
Jumong er beskrevet som søn af Hae Mosu og Yuhwa (柳花), datter af Habaek (河伯).

#### Under angreb
I begyndelsen af det 2. århundrede støttede den kinesiske krigsherrn i Liaodong, Gongsun Du, Buyeos angreb på xianbeierne i nord og Goguryeo i øst. Efter Sima Yis angreb på Liaodong sendte det nordkinesiske Wei-dynasti Guanqiu Jian for at angribe Goguryeo. En militærstyrke ledet af Wang Qi (王頎), blev hilst velkommen af Buyeo. Den medbragte detaljeret information om kongeriget til Kina.
I 285 invaderede den xianbeiske Murong-stamme under ledelse af Murong Hui Buyeo, pressede kong Uiryeo (依慮) til selvmord og gennemtvang en relokalisering af hoffet til Okjeo.
Goguryeo angreb noget før 347 og bidrog til yderligere forværring af situationen. Kongeriget havde fået sit kerneområde reduceret nær Harbin og flyttede nu sydvestover til Nong'an. Omkring år 347 blev Buyeo angrebet af Murong Huang fra Tidlige Yan og kong Hyeon (玄) blev taget til fange.

#### Fald
Et minde fra Buyeo er fra området omkring nutidens Harbin, som var under indflydelse fra Goguryeo. Buyeo betalte tribut til det nordlige Wei-dynasti i 457, men ellers ser det ud til, at det blev kontrolleret af Goguryeo. I 494 blev Buyeo angrebet af Wuji (mohe: 勿吉, 물길), og Buyeo-hoffet flyttede på ny og overgav sig til Goguryeo.

### Dongbuyeo (Østbuyeo)
Ifølge Samguk Sagi og andre kilder blev kongeriget Dongbuyeo (86 f.Kr. – 22 e.Kr.) udskilt øst for Bukbuyeo, nær Okjeo. Bukbuyeos konge døde, og hans broder, Hae Buru, overtog som ny konge af Bukbuyeo.
Ifølge skabelsesmyten fandt Hae Buru et gyldent frølignende barn under en stor sten. Han gav det navnet Geumwa ("gylden frø") og udnævnte ham senere til kronprins.
Geumwa blev konge efter Hae Burus død. Geumwa mødte Yuhwa, datter af Habaek, og bragte hende tilbage til paladset. Det hævdes, at hun blev gjort gravid af sollyset og lagde et gyldent æg. Geumwa gjorde mange forsøg på ødelægge ægget, men det lykkedes ikke, og han gav det tilbage til Yuhwa. Ud af ægget kom Jumong, som senere grundlagde kongeriget Goguryeo. Jumong flygtede senere til Jolbon Buyeo efter, at kong Geumwas syv sønner havde forsøgt at dræbe han.
Geumwas ældste søn, Daeso blev den næste konge. Daeso angreb Goguryeo under kong Yuri. Goguryeo tredje kong Daemusin angreb Dongbuyeo og dræbte Daeso. Efter interne stridigheder faldt Dongbuyeo og blev absorberet af Goguryeo.
Gwanggaetostelen nævner Dongbuyeo som en vasalstat af Goguryeo, selv længe efter at det blev ødelagt. Kronologien stemmer ikke med Samguk Sagi, og det har været overvejet, om Dongbuyeo i denne betydning egentlig sigter en genopbygning af Dongbuyeo, omkring 285.

### Jolbon Buyeo
Mange historiske kilder indikerer, at "Jolbon Buyeo" (卒本夫餘, 졸본부여) henviser til det gryende Goguryeo eller dets hovedstad.
I 37 f.Kr. blev Jumong første Goguryeokonge. Jumong erobrede Okjeo, Dongye og Haengin, og vandt noget af Buyeo og tidligere gojoseon-territorier tilbage.

## Kultur
Buyeo var et landbrugssamfund, som blev udøvet i slettelandet i Manchuriet. Skikke og vaner er for det meste dokumenterede i Sanguo Zhi, en gammel kinesisk tekst. De havde en kompliceret social struktur.

### Sprog
Buyeosprog tilhører en sprogfamilie, som er i slægt med sprog benyttet i Goguryeo og Baekje, antagelig tilhører alle sprog familien af altaiske sprog, men dette er ikke efterprøvet og verificeret. Kinesiske kilder siger, at buyeosproget er lig sproget i Goguryeo, men meget forskelligt fra mohefolket.
Buyeosproget i sig selv er ukendt, med undtagelse af nogen få ord, men antages at have været ligt sprog benyttet i Gojoseon, Goguryeo og det østlige Okjeo.

## Arv
Den kinesiske historiker Jin Yufu udviklede i 1930-erne en lineær model for afstamning for folk i Manchuriet og det nordlige Korea, fra kongerigerne Buyeo, Goguryeo og Baekje til nutidens koreanske nationalitet. Senere historikere har for det nordøstkinesiske område bygget på denne model. Men både klassiske og moderne kinesiske historikere har en tendens til at minimere bidragene fra de omkringliggende "barbariske" kongeriger. Dette kan ses i det moderne Manchuriet, hvor arkæologiske udgravninger, som involverer fund fra Goguryeo, nægtes besøg fra koreanske videnskabsfolks side.
Både Goguryeo og Baekje anså sig som efterfølgere til Buyeo. Kong Onjo, Baekjes grundlægger, skal efter sigende have været søn af kong Dongmyeong, Goguryeos grundlægger. Baekje ændrede sit navn til Nambuyeo (남부여, 南夫餘 "Syd-Buyeo") i 538.